# Костинка (приток Рузы)
Костинка (устар. Хлопня, Хлупня) — река в России, протекает в городском округе Шаховская Московской области, левый приток реки Рузы.
Река Хлупня обозначается на старинных картах и чертежах Московской губернии с XVII века.
Длина реки составляет 12 км, площадь водосборного бассейна — 28 км². Река Костинка берёт начало у деревни Сизенево. Течёт на юг через хвойные леса. Впадает в Рузу в 102 км от её устья по левому берегу. Вдоль реки расположены деревни Бурцево, Андреевское, Павловское и Игнатково.
По данным Государственного водного реестра России, относится к Окскому бассейновому округу. Речной бассейн — Ока, речной подбассейн — бассейны притоков Оки до впадения Мокши, водохозяйственный участок — Руза от истока до Рузского гидроузла.